# Casa de Courtenay
Casa de Courtenay refere-se a duas diferentes famílias nobres, ambas descendentes de Athon de Courtenay, o primeiro senhor de Courtenay (seigneur de Courtenay), que era, aparentemente, um descendente dos condes de Sens e de Faramundo, um suposto fundador da monarquia francesa em 420. Athon se aproveitou de uma crise de sucessão no Ducado da Borgonha entre Otão-Guilherme, duque da Borgonha, e Roberto II da França para capturar para si um pedaço de terra onde se estabeleceu como senhor, tomando seu sobrenome da cidade que fundou e fortificou.

## A divisão
No século XII, Reinaldo de Courtenay (m. 1190), filho de Milo de Courtenay (m. 1127), mudou-se para a Inglaterra depois de discutir com o rei Luís VII.
No século XII, Rinaldo de Courtenay (d.1190), filho de Milo de Courtenay (d.1127), mudou-se para a Inglaterra após disputar com o rei Luís VII:

### A Casa capetiana de Courtenay
A filha de Reinaldo, Isabel, foi dada em casamento, levando consigo as terras na França que ele abandonou, por Luís VII, que era da dinastia capetiana, ao seu irmão mais novo, Pedro da França (m. 1183), conhecido a partir daí como Pedro I de Courtenay. Os descendentes de Pedro e Isabel eram membros de Casa de Courtenay, mas, por descendência agnática, eram também um ramo cadete dos Capetos, a casa real francesa na época. Seus descendentes adquiriram, através de casamentos, o Condado de Namur e o Império Latino de Constantinopla. Este ramo se extinguiu na linha masculina em 1733, com o nome Courtenay passando para a família Bauffremont. Um ramo cadete dos Courtenay que participou das Cruzadas governou o Condado de Edessa, um dos estados cruzados, mas a linha masculina se extinguiu por volta de 1200.

#### Suposto status real na França
A Casa de Bourbon, que adquiriu o trono francês com Henrique IV, era outro ramo cadete dos Capetos. Sob a lei sálica, homens descendentes da linha masculina de Hugo Capeto são príncipes de sangue, ou seja, tem o direito de aceder ao trono francês caso a linha masculina da família real e dos príncipes mais seniores se extingua. Assim, quando a já muito empobrecida Casa capetiana de Coutenay, sendo descendentes agnáticos de Luís VI da França, tentaram ser reconhecidos como "princes du sang" e "primos do rei", dois títulos normalmente reservados para os membros da família real e muito desejados por trazerem consigo cadeiras no Conselho Real e no Parlamento de Paris. Três reis bourbons em sequeência — Henrique IV, Luís XIII e Luís XIV — negaram os pedidos. Que os monarcas bourbons confinaram a realeza francesa aos descendentes de Luís IX pode ser evidenciado pelo Tratado de Montmartre (1662), que nomeou a não-capetiana Casa de Lorraine como a próxima na sucessão ao trono da França depois dos Bourbons, acima portanto do ramo Courtenay, uma família capetiana. Embora os Courtenays tenham protestado contra esta cláusula, suas reclamações ao título de príncipes nunca foram reconhecidas em Paris. O último membro homem dos Courtenays franceses morreu em 1733, mas sua sobrinha se casou com o marquês de Bauffremont e seus descendentes assumiram o título de "príncipe de Courtenay", de validade duvidosa, e ainda o utilizam hoje em dia.

### A Casa inglesa de Courtenay
O filho de Reinaldo, Roberto de Courtenay (m. 1242), barão feudal de Okehampton, em Devon, por direito de sua mãe, Hawise de Curci (m. 1219), casou-se com Maria de Redvers, filha e herdeira de Guilherme de Redvers, 5.º conde de Devon (earl; m. 1217). O bisneto dele, Hugo de Courtenay, 9.º conde de Devon (m. 1340), herdou o Condado de Devon em 1335 quando a linha masculina da família Redvers se extinguiu. O título foi depois recriado para Hugo de Courtenay, o sobrinho de Hugo, o Velho Despenseiro. A família é uma das mais antigas da Inglaterra e é atualmente encabeçada por Charles de Courtenay, 19.º conde de Devon.

## Genealogia
- Athon de Courtenay
  - Joscelino I de Courtenay, casou-se 1. Hilegarda de Gatinais (irmã de Godofredo III de Anjou), 2. Isabel de Montlhéry, filha de Guido I de Montlhéry
    - Hodierna, casou-se com Godofredo II, conde de Joigny
    - Milo de Courtenay (m. 1127), casou-se com Ermengarda de Nevers
      - Guilherme de Courtenay
      - Joscelino
      - Reinaldo de Courtenay (m. 1190), casou-se 1. Helena de Donjon; 2. (já na Inglaterra) Hawise de Curci (m. 1219), herdeira do baronato feudal inglês de Okehampton, em Devon[2]
        - Roberto de Courtenay (m. 1242) barão feudal de Okehampton, casou-se com Maria de Redvers, descendente de Guilherme de Redvers, 5º conde de Devon (m. 1217)
          - João de Courtenay (m. 1274)
            - Hugo de Courtenay (m. 1292)
              - Hugo de Courtenay, 9º Conde de Devon (m. 1340)
                - (Condes de Devon)

        - Isabel, casou-se com Pedro I de Courtenay (m. 1183), filho de Luís VI da França
          - (Ramo cadete da Dinastia capetiana)

    - Joscelino I, conde de Edessa, casou-se 1. Beatriz (filha de Constantino I da Armênia), 2. Maria de Salerno (irmã de Rogério de Salerno)
      - Joscelino II, conde de Edessa, casou-se com Beatriz
        - Joscelino III, conde de Edessa, casou-se com Alice de Milly
          - Beatriz de Courtenay
          - Inês, casou-se com Guilherme de La Mandelie

        - Inês de Courtenay, casou-se 1. Reginaldo de Marash, 2. Amalrico I de Jerusalém, 3. Hugo de Ibelin, 4. Reginaldo de Sidon
        - Isabel de Courtenay, casou-se com Teodoro II da Armênia

    - Godofredo Chapalu